# Аун Сан
Аун Сан (на бирмански: အောင်ဆန်း) e бирмански политик и революционер, който през 1941 – 1947 г. е ръководител на борбата за национална независимост от Япония и Британската империя. Национален герой на Мианмар.

## Биография
Аун Сан е роден в семейство на адвокати. През 1932 – 1937 г. получил образование си в Рангунския университет. Сред студентите се запознава с идеите на марксизма и гандизма. През февруари 1936 г. той е изключен от университета по политически причини, както и за организирането на студентска стачка, принуждавайки администрацията на университета да направи някои отстъпки. През 1938 г. Аун Сан стана лидер на Бирманския студентски съюз.
Аун Сан се включа активно в националноосвободителни борби на Бирма срещу британското владичество през 1937 г. През 1938 г. се включва в социално-политическа организация, която обединява най-вече радикалните студенти и интелигенцията в правната борбата за национално освобождение в Бирма. За няколко месеца се превръща от неин член в генералния секретар. Чрез тази организация той бавно пристъпва към създаване на комунистическа партия в Бирма, учредена окончателно на 15 август 1939 г. Той става първият генерален секретар и остава на този пост до 1940 г.
В резултат на преследване от британските власти той избягва в Китай и после в Япония. По време на Втората световна война сътрудничи с Япония, като сключват споразумение, в което Япония се задължава да гарантира независимостта на Бирма, а Бирма, на свой ред, се впуска във войната на страната на Япония. През февруари 1941 г. Аун Сан се връща в Бирма с предложения и финансова помощ от японското правителство. През декември получа званието генерал-майор.
През 1941 – 1942 г. на територията на Тайланд, Япония и Индокитай, Аун Сан подготвя екип от служители, предназначени за командването на Бирманската армия за независимост във войната срещу Великобритания. Японските войски окупират Рангун през март 1942 г. и после – цялата страна. След нахлуването на японските войски в Бирма Аун Сан е назначен за началник на Бирманската армия за независимост през май 1942 г. През юли той реорганизира Агенцията за национална сигурност в Бирма в Армия на отбраната. По време на посещението си в Япония през същата година той е награден с Ордена на изгряващото слънце.
На 1 август 1943 г. Япония обявява независимостта на Бирма, Аун Сан е назначен за министър и армията е преименувана на Национална армия на Бирма. Причинените щети от японската окупация са големи. Аун Сан се убеждава, че Япония не е дала истинска независимост на Бирма и започва да подготвя мащабно антияпонско въстание. Заедно с негови колеги създава движението „Съпротива“.
През ноември 1943 г. Аун Сан има среща с британски войници, които се съгласяват да използват армията срещу японците. На 1 август 1944 г. в речта си по случай годишнината от „независимостта“ на Бирма, дадена от Япония той заявява, че независимостта е фиктивна. През август 1944 г. Аун Сан, колегите му и Революционната комунистическа народна партия (по-късно Социалистическа) създават „Антифашистка лига за народна свобода“, чиято цел е премахването на всякаква чужда колониална власт – британска и японска.
По време на срещата на Изпълнителния комитет на 19 юли 1947 г. Аун Сан и 6 членове на правителството са убити от десни заговорници. На 4 януари 1948 г. Бирма получава независимост.